# Bayerische Schwarzach und Biberbach
Bayerische Schwarzach und Biberbach este o arie protejată (arie specială de conservare — SAC, sit de importanță comunitară — SCI) din Germania întinsă pe o suprafață de 529,62 ha, integral pe uscat.

## Localizare
Centrul sitului Bayerische Schwarzach und Biberbach este situat la coordonatele 49°27′43″N 12°37′10″E / 49.4619°N 12.6194°E.

## Înființare
Situl Bayerische Schwarzach und Biberbach a fost declarat sit de importanță comunitară în noiembrie 2004 pentru a proteja 6 specii de animale. Situl a fost protejat și ca arie specială de conservare în aprilie 2016.

## Biodiversitate
Situată în ecoregiunea continentală, aria protejată conține 2 habitate naturale: Liziere de ierburi înalte hidrofile de câmpie și de nivel montan până la alpin, Fânețe de joasă altitudine (Alopecurus pratensis, Sanguisorba officinalis).
La baza desemnării sitului se află mai multe specii protejate:
- mamifere (1): castor (Castor fiber)
- nevertebrate (4): phengaris nausithous (Maculinea nausithous), Maculinea teleius, Margaritifera margaritifera, Ophiogomphus cecilia
- pești (1): cicar (Lampetra planeri)